# Pantaneiros

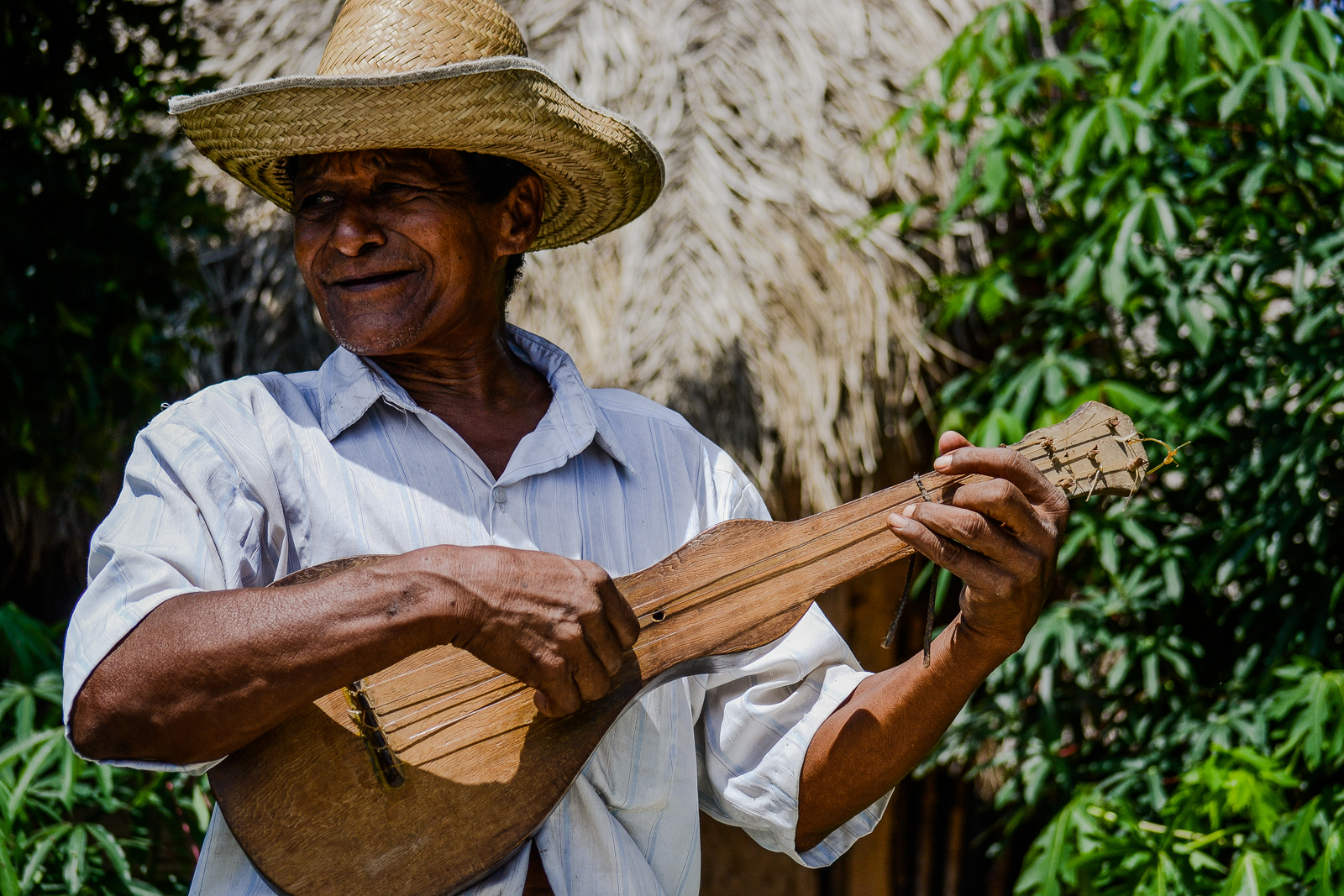
Com sua viola de cocho, o pantaneiro Seu Dito Verde é uma personalidade do Pantanal mato-grossense, onde vive numa casinha de pau-a-pique isolada às margens do Rio Cuiabá.

Pantaneiro é o habitante tradicional do ecossistema Pantanal. Os pantaneiros tradicionais vivem com as condições oferecidas pela própria natureza, adaptando-se aos períodos das chuvas, que alagam a região por um longo tempo.
Em 2007, os povos tradicionais foram reconhecidas oficialmente pelo Governo do Brasil, se enquadrando na política de desenvolvimento sustentável das comunidades tradicionais (PNPCT).

## Reconhecimento
Em 2007, os povos tradicionais, entre eles o pantaneiro, foram reconhecidas pelo Governo do Brasil, que através da política nacional de desenvolvimento sustentável dessas comunidades (PNPCT), ampliou o reconhecimento feito parcialmente na Constituição de 1988, agregando aos indígenas e aos quilombolas outros povos tradicionais, a saber: ribeirinho, caiçara, castanheira, catador de mangaba, retireiro, cigano, cipozeiro, extrativista, faxinalense, fecho de pasto, geraizeiro, ilhéu, isqueiro, morroquiano, pescador artesanal, piaçaveiro, pomerano, terreiro, quebradeira de coco-babaçu, seringueiro, vazanteiro e, veredeiro. Aqueles que mantêm um modo de vida primordial, intimamente ligado aos recursos naturais e ao meio ambiente em que vivem.
Assim, todas as políticas públicas decorrentes da PNPCT beneficiarão oficialmente o conjunto das populações tradicionais.